# Grismer
La Grismer Tire Company es una empresa estadounidense de reparación de vehículos a motor presente en el estado de Ohio. Tiene seis locales en el área de Columbus, otro al norte de Cincinnati y diecinueve en Dayton. Grismer Tires ha vendido neumáticos Firestone desde su fundación en 1932. Es actualmente el principal vendedor de Nokian Renkaat en el área de Dayton.

## Historia
La Grismer Tire Company fue fundada por Charles Marshall durante la Gran Depresión en 1932. Marshall era un vendedor de Firestone y buscaba crear su propia compañía de neumáticos. Consiguió un préstamo de 13 000 dólares en un banco de Indiana. Después, Marshall fue capaz de convencer a la Firestone de pagarle después de la venta de los neumáticos, y no antes, en un tiempo en la que la mayoría de las transacciones eran en efectivo.